# توقع
 التوقع هو التكهن بحصول أمور في المستقبل، أحيانا لا يقوم على الخبرة أو المعرفة. وهناك الكثير من التداخل بين التنبؤ والتوقع، وأحيانا تستعملان للدلالة على نفس المعنى. التوقع هو إدلاء بأحداث ينتظر حصولها، بينما التنبؤ هو إدلاء بتوقعات أكثر تحديدا ودقة، ويمكن أن يغطي مجموعة واسعة من النتائج المحتملة. فبينما يقوم التوقع على معلومات مسبقة حول حدث ما، تشير المعطيات بقابلية حدوثه، يقوم التنبؤ على القول بحدوث أمر قد لا توجد مؤشرات على حدوثه. وقد ارتبط التنبؤ عبر العصور بالسحر والمعتقدات الدينية، وغيرها من الأمور التي تفوق معرفة البشر العاديين. ومن الأمثلة على ذلك نبؤات نوستراداموس، ونبؤات نهاية العالم، التي تحدثت عنها العديد من المعتقدات في ثقافات مختلفة.